# Broncia Koller-Pinell
Broncia Koller-Pinell (n. 25 februarie 1863, Sanok, Lwów Voivodeship⁠(d), Polonia – d. 26 aprilie 1934, Oberwaltersdorf⁠(d), Austria Inferioară, Austria) a fost o pictoriță austriacă expresionistă specializată în portrete și natură moartă.

## Biografie
S-a născut ca Bronislawa Pineles într-o familie de evreil, unde în prezent se află Polonia. Tatăl ei Saul Pineles (1834, Tismeniția – 1903, Viena) a fost un proiectant de fortificații militare. În 1870, s-au mutat la Viena să înceapă o afacere de fabricație și a urmat lecții private de pictură cu Alois Delug. În 1885, a avut prima ei expoziție publică. Pentru următorii cinci ani, a studiat la München la "Damenakademie" a Asociației Artiștilor din München în atelieriul lui Ludwig von Herterich. După aceea au urmat expoziții la Vienna Künstlerhaus, în München și Leipzig.
În 1896, împotriva dorinței familiei ei, s-a căsătorit cu electrofizicianul Dr.Hugo Koller, care era catolic. Copii lor au fost crescuți ca creștini, dar ea nu s-a convertit. La început, locuiau în Salzburg și Nürnberg, dar s-au întors la Viena în 1902. Puțin după, a fost acceptată ca membră a Secesiunii Vieneze. În 1904, a moștenit o casă în Oberwaltersdorf. În curând, familia s-a mutat acolo și casa a fost decorată de Koloman Moser și Josef Hoffmann, asociați de la Secesiune. La scurt timp, ea a aranjat un salon, care a fost frecventat de  Egon Schiele, Anton Faistauer și Albert Paris Gütersloh, printre alții.
Fiul ei, Rupert (1896–1976), a devenit un dirijor și s-a căsătorit cu Anna Mahler. Fiica ei, Silvia (1898–1963), a fost, de asemenea, pictoriță.